# Xheroctys jeannelliella
Xheroctys jeannelliella är en fjärilsart som beskrevs av Pierre E.L. Viette 1954. Xheroctys jeannelliella ingår i släktet Xheroctys och familjen praktmalar, Oecophoridae. Inga underarter finns listade i Catalogue of Life.